# Ester Expósito
Ester Expósito, née le 26 janvier 2000 à Madrid, est une actrice et mannequin espagnole.
Elle est notamment connue pour le rôle de Carla Rosón Caleruega, personnage principal dans la série espagnole Élite sur Netflix, ainsi que des rôles et apparitions dans d'autres films et séries.

## Biographie

### Jeunesse
Née à Madrid en Espagne, Ester Expósito est sur les planches de théâtre depuis qu'elle est enfant. Soutenue par ses parents, elle commence à faire quelques apparitions à l'écran à l'âge de 5 ans. Elle obtient le prix de la meilleure actrice dans un second rôle aux Concours de théâtre communautaire de Madrid en 2013 et en 2014. Elle parle couramment l'anglais.

### Carrière
En 2016, elle joue dans la pièce de théâtre El Show De Truman qui la récompensera du prix d'interprétation féminine de l'Université Charles-III de Madrid. Ester apparaît la même année dans un rôle mineur dans la série documentaire Centro Médico. 
En 2017, elle décide de se tourner vers la télévision où elle décroche un rôle dans la série carcérale, Derrière les barreaux d'Álex Pina et la série fantastique Estoy Vivo où elle interprète le personnage Ruth. 
En 2018, elle obtient le premier rôle de Silvia dans le thriller Cuando los ángeles duermen (es) de Gonzalo Bendala. 
La même année, elle est engagée pour jouer la jeune héritière Carla Rosón Caleruega dans la série Élite de Netflix aux côtés de María Pedraza, Itzan Escamilla, Miguel Herrán et Jaime Lorente.
Toujours en 2018, elle est à l'affiche du film policier, Tu Hijo de Miguel Ángel Vivas et plus tard, on retrouve l’actrice au casting de la minisérie dramatique La Caza. Monteperdido.
En avril 2019, elle est l'égérie de la marque de chaussure Doble Victoria. Elle réapparaît la même année dans la série phénomène Élite et Estoy Vivo (en). Elle est par la suite ambassadrice pour la marque de vêtements Ralph Lauren.

### Vie privée
En 2018, elle est en couple avec Álvaro Rico son partenaire rencontré dans la série Élite. Ils se séparent en 2019 après un an et demi de relation.
En octobre 2019, elle se met en couple avec l'acteur mexicain Alejandro Speitzer, ami d'enfance de Danna Paola, partenaire d'Ester dans la série Quelqu'un doit mourir. Ils se séparent en juillet 2021.
Depuis décembre 2021, après de nombreuses rumeurs, l’acteur uruguayen Nicolás Furtado officialise sa relation avec Ester sur Instagram en dévoilant un cliché du couple. 

## Filmographie

### Cinéma
- 2018 : Cuando los ángeles duermen (es) de Gonzalo Bendala : Silvia
- 2018 : Ton fils (Tu Hijo) de Miguel Ángel Vivas : Andrea
- 2022 : Venus de Jaume Balagueró : Lucía
- 2023 : Lost in the Night de Amat Escalante : Monica Aldama
- 2024 : Les Maudites de Pedro Martín-Calero : Andrea
- 2025 : El talento de Polo Menárguez : Elsa

### Séries télévisées
- 2016 : Centro Médico (es)
- 2017 - 2019 : Estoy Vivo (en) : Ruth
- 2016 - 2018 : Derrière les barreaux : la fille de Fernando
- 2018 - 2020 : Élite : Carla Rosón Caleruega (rôle principal - saisons 1 à 3)
- 2019 : La caza. Monteperdido (es) : Lucía Castán Grau
- 2020 : Veneno : Machús Osinaga
- 2020 : Quelqu'un doit mourir : Cayetana Aldama
- 2021 : Élite : histoires courtes - carla samuel : carla rosón caleruega
- 2024-Présent: Bandidos : lilí

## Voix françaises
- Jennifer Fauveau dans :
  - Ton fils
  - Élite (série télévisée)
  - Bandidos (série télévisée)

- Leslie Lipkins[11] dans :
  - Cuando los ángeles duermen (es)
  - Quelqu'un doit mourir (série télévisée)

Et aussi
- Victoria Grosbois dans Veneno (série télévisée)